# Ясна

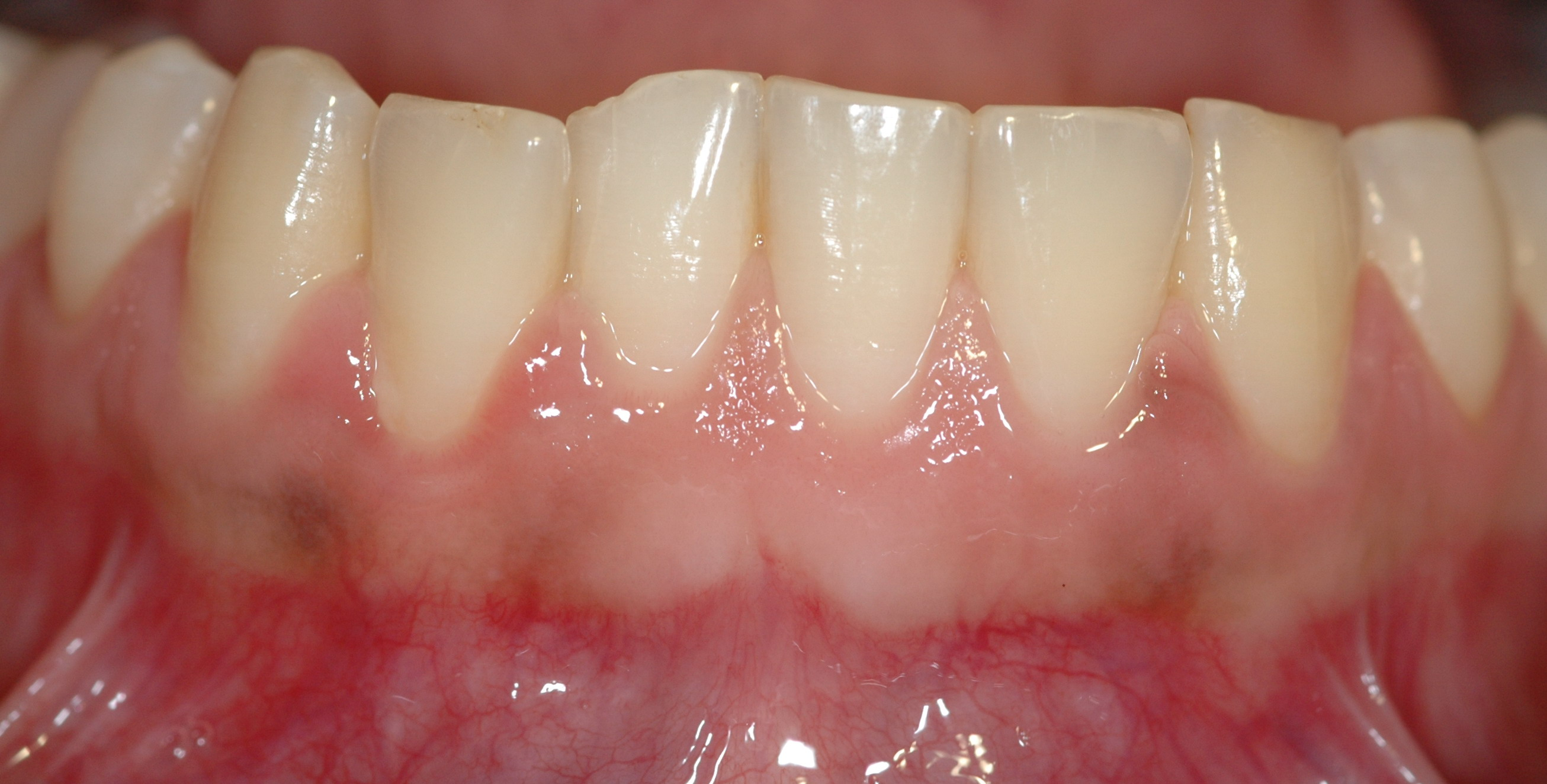
Ясна і зуби нижньої щелепи

Я́сна (лат. Gingiva) — це слизова оболонка, що покриває альвеолярний відросток верхньої щелепи і альвеолярну частину нижньої щелепи і охоплює зуби в області шийки. З клінічної та фізіологічної точок зору в яснах розрізняють міжзубний (ясенний) сосочок, крайові ясна або ясенний край (вільна частина), альвеолярні ясна (прикріплена частина), рухливі ясна.
Гістологічно ясна складається з багатошарового плоского епітелію і власної пластинки. Розрізняють епітелій порожнини рота, з'єднувальний епітелій, епітелій борозни. Епітелій міжзубних сосочків і прикріплених ясен більш товстий і може роговіти. У цьому шарі розрізняють базальний, шипуватий, зернистий і роговий шари. Базальний складається з циліндричних клітин, шипуватий — з клітин полігональної форми, зернистий — з сплощені клітин, а роговатий шар представлений декількома рядами повністю ороговілих та позбавлених ядер клітин, які постійно злущуються.

## Зв'язковий апарат ясен
Строма, що складає основу ясен, у пришийковій області (циркулярній зв'язці зубів) містить велику кількість колагенових волокон. Така насиченість зв'язкового апарату ясни сприяє її щільному приляганню до зуба і рівномірному розподілу жувального тиску.